# Bonding
Il bonding è uno schema di configurazione di interfacce di rete che permette l'aggregazione di più schede al fine di creare un'interfaccia virtuale. Sono possibili diverse configurazioni tra cui l'aggregazione active-active per aumentare l'ampiezza di banda garantendo la ridondanza oppure l'aggregazione active-standby per la sola ridondanza del servizio.
L'utilizzo di questo tipo di architettura permette il collegamento a due tratte diverse di switch distinti di aumentare l'affidabilità del collegamento.

## In elettronica
Tecnologia utilizzata nell'ambito dell'assemblaggio dei semiconduttori mediante la quale vengono realizzate le interconnessioni elettriche all'interno del dispositivo. Le connessioni sono realizzate tramite fili di materiale differente (oro, rame, alluminio) e dimensione differente in funzione dell'applicazione finale del dispositivo (alta potenza o bassa potenza).